# Mamluken

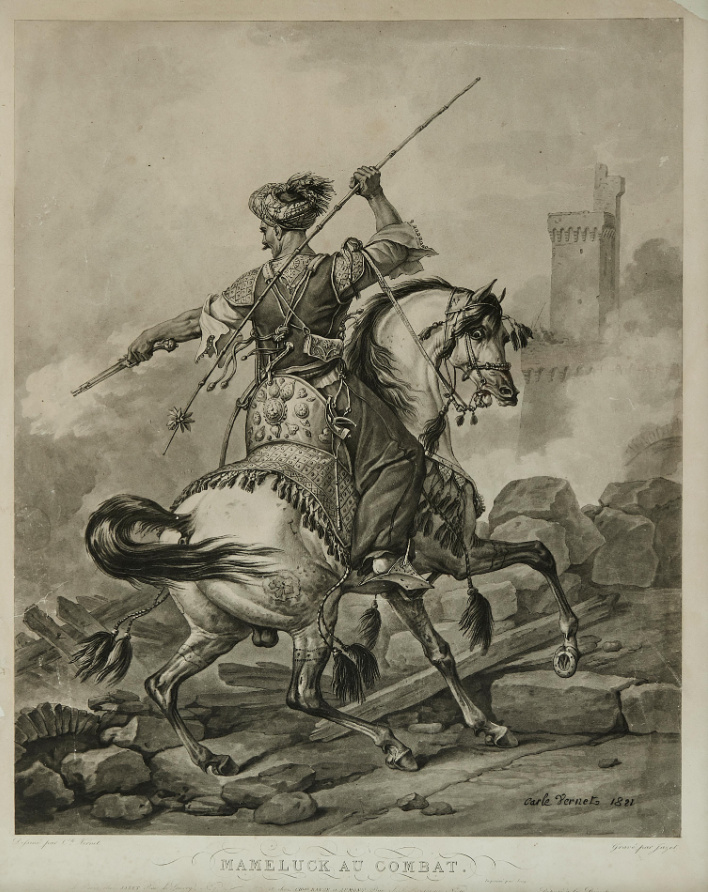
Berittener Mamluk (Darstellung von 1810)

Mamluken (DMG Mamlūken; andere Schreibweisen: Mameluken, Mamelucken, Mamelukken, Mamaluken, Mamalukken) oder Ghilman (DMG Ġilmān) waren in vielen islamischen Herrschaftsgebieten Militärsklaven zentralasiatischer (zumeist türkischer) oder osteuropäischer Herkunft (zumeist südrussische bzw. kaukasische Christen, ab dem 14. Jahrhundert auch teilweise nichtmuslimische Untertanen des Osmanischen Reiches). Von den Abbasidenkalifen als Machtfaktor institutionalisiert, nutzten sie ihre dominierende Stellung als Heerführer und Königsmacher ab dem 9. Jahrhundert nicht selten, um eigene Reiche zu begründen. Die beiden bedeutendsten dieser Reiche waren das zeitweise fast ganz Indien beherrschende Sultanat von Delhi (1206–1526) und das ägyptische Sultanat der Bahri- und Burdschi-Mamluken. Letzteres wurde 1517 – nach 267-jährigem Bestehen – von den Osmanen unterworfen, doch blieben Mamluken in Ägypten noch bis zur Invasion Napoleons 1798 und ihrer endgültigen Beseitigung durch Muhammad Ali Pascha (1811) als lokale Herrscherelite bestehen.

## Bezeichnung
Das arabische Wort مملوك, DMG mamlūk (Pl. مماليك, DMG mamālīk) ist die Passivpartizipform von arabisch مَلَكَ, DMG malaka ‚besitzen‘ und bedeutet wörtlich „der in Besitz Genommene“. Im spezifischen Sinne bezeichnet dieses Wort einen weißen, männlichen Sklaven, der zum Zweck des Militärdienstes importiert wurde.

## Geschichte

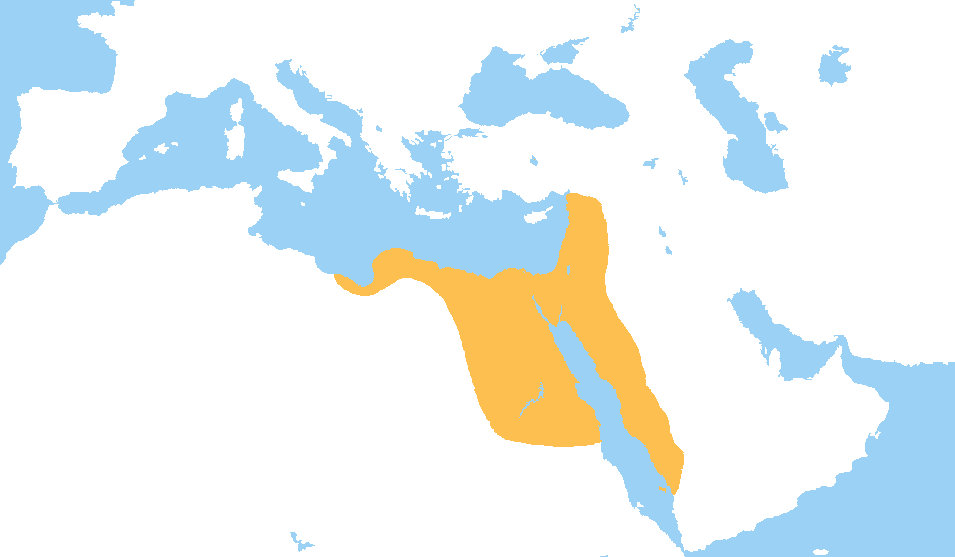
Ausdehnung des ägyptischen Mamluken-Reichs

Mamluken wurden im Abbasidenreich vor allem seit dem 9. Jahrhundert eingesetzt. Besonders al-Mu'tasim (833–842) baute eine Leibwache aus Sklaven auf. Die Samaniden in Transoxanien kontrollierten den Handel mit Sklaven aus den besiegten Völkern und hatten ein eigenes Trainingssystem entwickelt. Sie wurden allerdings 1005 durch eine Sklavendynastie (Ghaznawiden) abgelöst.
Auch die Leibgarde Saladins bestand aus Soldaten, die meist als Christen im Kindes- und Jugendalter versklavt und durch Zwangskonversion zum Islam und Schulung als Reitersoldaten auf ihren Dienst vorbereitet wurden. Sie waren meist dem Herrscher ergeben. Sie konnten die Freiheit erlangen und dann ihrerseits Mamluken erwerben und an sich binden. Auch wenn sie eine militärische Elite bildeten, waren die Mamluken weder Adelige noch hatten sie – wie angeblich die Fatimiden – einen besonderen Segen durch Abstammung von der Prophetenfamilie.

### Mamluken in Ägypten
Nach dem Tod des Ayyubiden-Sultans as-Salih 1249 und der Ermordung seines Sohnes Turan Schah ergriff der Mamlukengeneral Aybak zusammen mit der Witwe des Sultans, Schadschar ad-Dur, die er heiratete, die Macht über Ägypten. Aybak, der als al-Malik al-Muizz von 1250 bis 1257 regierte, begründete den ägyptischen Mamlukenstaat.

#### Das ägyptische Mamlukensultanat

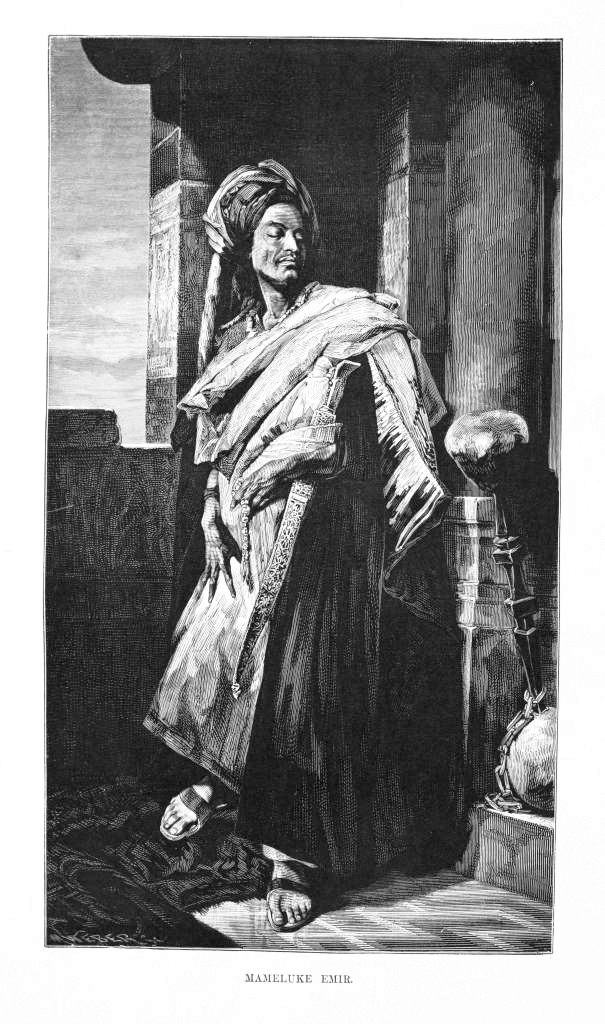
Ein Mamluken-Emir (nach einer Zeichnung von Hans Makart (Druck 1878))

Nach dem Tod Aybaks mussten sich die Mamluken mit der Bedrohung durch die mongolischen Il-Chane auseinandersetzen, die 1258 Bagdad eroberten. 1260 eroberten die Mongolen Syrien, konnten aber von den Mamluken unter Qutuz und Baibars in der Schlacht von Ain Dschalut geschlagen werden. Damit war das Mamlukenreich in Ägypten der einzige Staat im Nahen Osten, welcher sich gegen die Mongolen behaupten konnte.
Baibars (1260–1277) nutzte den Sieg aus, um selbst die Macht in Ägypten zu erringen. Er festigte seine Herrschaft in Ägypten und in Syrien, begann mit der Vertreibung der Kreuzritter (u. a. Eroberung von Antiochia, 1268) und ließ Nubien unterwerfen. 1261 setzte Baibars ein Schattenkalifat der Abbasiden in Kairo ein, um die Herrschaft der Mamluken zu legitimieren. Trotz aller Erfolge gelang es ihm aber nicht, seinem Sohn Berke Qan (1277–1279) die Nachfolge zu sichern. Dieser wurde schon 1279 von Qalawun, dem Begründer der Bahri-Dynastie, gestürzt. Die Bahri-Sultane waren Kommandeure jener Mamluken-Einheiten, die ihr Hauptquartier in Kairo am Ufer des Nil (bahr = Fluss) hatten – im Gegensatz zu den Burdschi-Kommandeuren, deren Einheiten im Turm (burdsch) der Zitadelle lagerten.
Qalawun (1279–1290) und sein Sohn Chalil (1290–1293) eroberten die Kreuzfahrerstaaten endgültig (die letzte Bastion, Akkon, fiel 1291). Die Burgen und Städte der Kreuzfahrer wurden zerstört. Vor allem die landwirtschaftlichen Grundlagen waren während der Kämpfe gegen die Kreuzfahrer und die Mongolen so nachhaltig vernichtet worden, dass Palästina bis zur jüdischen Immigration relativ dünn besiedelt blieb.
Dem Vorgehen gegen die Kreuzfahrer lag keine religiöse Intoleranz zugrunde; Qalawun war eher daran gelegen, die Wirtschaftsbeziehungen mit Europa zu fördern. Möglich waren die militärischen Erfolge gegen Kreuzfahrerstaaten und Il-Chane, indem massiv kaukasische Söldner angeworben wurden; sie sollten 100 Jahre später die Bahri-Dynastie stürzen und selbst die Macht übernehmen.
Der erst 9 Jahre alte an-Nasir wurde nach der Ermordung seines Bruders Chalil zum Sultan ausgerufen. An seiner Stelle übernahmen zunächst verschiedene Emire die Regierung: Die Regentschaft Kitbughas (1294–1296) war von Seuchen, Hungersnöten und Konflikten gekennzeichnet. Der Emir Ladschin (1297–1299) versuchte einen Neuanfang. Seine Nachfolger Anwar und Baibars fanden sich wieder im Konflikt mit Ilchanen und mit den Johannitern, die in Unterägypten einfielen; beide konnten zurückgedrängt werden, aber ein schweres Erdbeben in Unterägypten (1303) löste eine neue Wirtschaftskrise aus.
1309 gelang es dem damals 25-jährigen an-Nasir, selbst die Herrschaft zu übernehmen. Er rang den Emiren den Schwur ab, nurmehr Bahris als Sultane einzusetzen. In den Folgejahren begann die Wirtschaft zu florieren. Die Steuerbelastung wurde von den Armen und den Mittelschichten auf die Großgrundbesitzer übertragen, die Korruption radikal bekämpft, und „pharaonische“ Großbauprojekte schufen Arbeit.
Nach an-Nasirs Tod blieb die Bahri-Dynastie formell noch 40 Jahre im Amt; faktisch herrschten allerdings wieder die mamlukischen Emire. In dieser Phase gelang es den Mamluken, sich in eine Kaste von Großgrundbesitzern zu verwandeln und dadurch neben der Politik auch die Wirtschaft unter Kontrolle zu bringen. Außenpolitisch konnten sich die Mamluken gegen ihre Rivalen halten.
Im späten 14. Jahrhundert verdrängten die Tscherkessen die Kiptschaken als dominierendes Element innerhalb der Mamluken. Die tscherkessische Burdschi-Dynastie (1382–1517) konnte die Grenzen des Mamlukenreichs zunächst erfolgreich verteidigen. Doch geriet Ägypten durch die hohen Steuerlasten der Kriege, Missernten, Hungersnöte und den durch Pestepidemien ausgelösten Bevölkerungsrückgang zunehmend in eine schwere Wirtschaftskrise. Unter an-Nasir Farai (1399–1405) kam es zu einer Währungskrise: Der Zustrom von Sudangold ging zurück, weil das Gold nach Europa exportiert wurde, gleichzeitig ging der Zustrom von Silbermünzen aus Europa zurück, weil Europa Probleme mit der Münzprägung hatte. Der Sultan versuchte eine Kupferwährung einzuführen, ohne Erfolg. Erst als in Europa die Münzprägungen wieder zunahmen, ging die Geldkrise unter Kait-Bay (1468–1496) zu Ende.
Nach der Schlacht von Mardsch Dabiq bei Aleppo und der Schlacht von Raydaniyya vor Kairo wurde das Reich 1516/17 von den Osmanen erobert und in deren Reich eingegliedert.
Siehe auch: Liste der ägyptischen Mamlukensultane und Osmanisch-Mamlukischer Krieg (1516–1517)

#### Mamluken während der osmanischen Herrschaft

##### Unmittelbare Folgen der osmanischen Eroberung
Nach der Eroberung Unterägyptens ließ Selim I. die Mamluken systematisch töten, sprach aber im September 1517 eine Generalamnestie aus und integrierte die Mamluken in das neue Regime, so dass diese Teil der nun osmanisch dominierten militärisch-administrativen Elite wurden. Die osmanische Herrschaft beendete allerdings einige Traditionen der Mamluken: So waren sie gezwungen, sich nach osmanischer Tradition zu kleiden und zu frisieren. Anstatt türkischer Namen mussten sie arabische Namen tragen. Anders als zur Zeit des Mamlukensultanats vererbten die Mamluken ihren Status und ihren Wohlstand nun auch an ihre leiblichen männlichen Nachkommen.
Die ersten Gouverneursposten in Syrien und Ägypten wurden an während des Krieges zu den Osmanen übergelaufenen Emiren des Mamlukensultanats vergeben: Janbirdi al-Ghazali in Syrien und Khai'r Bey in Ägypten. Nach erfolglosen Versuchen das Mamlukensultanat wiederherzustellen (1520–1521 durch Janbirdi al-Ghazali, 1522 durch Janim Bey al-Sayfi und Inal Bey und 1523–1524 durch Ahmed Pasha al-Kha'in), verlief der Rest des 16. Jahrhunderts in Ägypten friedvoll.

##### Fragmentierung der Macht durch die Haushalte
Die militärische Führungsschicht Ägyptens setzte sich aus den hohen Offizieren der Regimenter (Aghas und Katkhudas bzw. Kahyas) und aus den Beys (Beylikat) zusammen. In der traditionellen osmanischen Verwaltung war Bey der Titel für den Gouverneur eines Sandschak. In Ägypten fand das Tımar-System keine Anwendung, weshalb die Unterprovinzen nicht als Sandschaks organisiert wurden. Stattdessen wurden die Unterprovinzen Ägyptens als iqlim bzw. als kushufiyya, und deren Gouverneur als kashif bezeichnet. Der kashif hatte die Funktion in der Provinz für die Sicherheit zu sorgen und über die landwirtschaftliche Produktion zu wachen. In Ägypten war der Titel des Beys nicht an eine bestimmte Funktion gebunden. Statt eines Sandschak als Lehen, erhielt der Bey einen regelmäßigen Sold und konnte in verschiedene Positionen berufen werden: Beys wurden als Gouverneure der Unterprovinzen eingesetzt, besetzten Ämter wie Defterdar (höchster Finanzbeamte), Amir al-Hadsch (Befehlshaber der Pilgerkarawane), Kaymakam (stellvertretender bzw. geschäftsführender Gouverneur bei Abwesenheit des amtlichen Gouverneurs) und ab dem 18. Jahrhundert Scheich al-Balad von Kairo, wurden als Oberbefehlshaber (sirdar) für spezielle Aufgaben eingesetzt und waren Mitglieder des Oberkommandos der Provinzarmee. Der Titel war aber keine Voraussetzung für diese Posten.
Wie im gesamten Osmanischen Reich begannen sich ab der zweiten Hälfte des 16. Jahrhunderts innerhalb der militärischen Elite Ägyptens lokale Machtzentren in Form von Haushalten (arab. bayt, trk. kapi) zu bilden, die um politischen und ökonomischen Einfluss stritten und somit eine Konkurrenz zur osmanischen Zentraladministration bildeten: Die militärische Führungsschicht richteten Entourages ein, die sie in ihren Residenzen wohnen ließen, und förderten deren Mitglieder, um diese in die Elite aufsteigen zu lassen und um letztlich deren Einsetzung in die ökonomisch ertragreichen Positionen bei den Regimentern oder im Beylikat zu erreichen. Zur Bildung ihrer Entourages rekrutierten die Haushaltsführer Mamluken oder freigeborene Söldner. Die Haushalte konnten sich zu Fraktionen unter Führung eines Haushaltes verbünden. Entgegen älteren Interpretationen handelte es sich bei diesen Haushalten nicht um ein Wiederaufleben der Haushalte des Mamlukensultanats, sondern um die Nachahmung des Haushalts des osmanischen Sultans.
Die Zeit von ca. 1640 bis ca. 1730 war durch den Machtkampf zwischen den Haushaltsfraktionen Fiqari und Qasimi geprägt. Der Ursprung dieser Haushalte ist nicht bekannt. Nach einem Gründungsmythos sollen diese auf Dhu'l-Fiqar und Qasim, zwei Söhne eines Mamluken-Emirs namens Sudun, zur Zeit der osmanischen Eroberung zurückgehen. Bei der Qasimi-Fraktion wurden durch tscherkessische Mamluken einige Traditionen, ohne dass es sich bei den zugehörigen Haushalten um reine Mamlukenhaushalte handelte, aus der Zeit des Mamlukensultanats wiederbelebt.

##### Die Kazdughliyya und ihre Transformation zum Mamlukenhaushalt
In der zweiten Hälfte des 17. Jahrhunderts wurde durch den freigeborenen Söldner und Kahya des ägyptischen Janitscharen-Regiments, Mustafa Kahya, der Haushalt der Kazdughliyya gegründet. Der Name dieses Haushalts geht auf dessen Nisbe al-Kazdağı zurück. Die Kazdughliyya war zu Beginn Teil der Fiqari-Fraktion. Anfangs beschränkte sich ihr Einfluss auf das ägyptische Janitscharen-Regiment, gewann aber beginnend mit der Führerschaft von Osman Çavuş (von 1716 bis 1736) zunehmend an Einfluss auf das Beylikat und begann sich als von der Fiqari-Fraktion unabhängiger Haushalt zu etablieren. Mitte des 18. Jahrhunderts unter Ibrahim Kahya stand Ägypten faktisch unter der Herrschaft der Kazdughliyya, indem die meisten Posten des Beylikats durch Mitglieder aus diesem Haushalt besetzt waren. Durch den Niedergang der Safawiden im Jahr 1722, die das östliche Georgien beherrscht hatten, und durch die Erlangung der Oberherrschaft des Osmanischen Reiches über das gesamte Georgien im Jahr 1724, öffnete sich ein neuer Rekrutierungspool von Mamluken. Nach dem Beispiel des osmanischen Gouverneurs von Bagdad begannen die ägyptischen Haushalte in großem Umfang georgische Mamluken zu rekrutieren, wodurch der freigeborene und nicht-kaukasische Anteil in der militärischen Elite stark zurückging und sich die Haushalte zu reinen Mamlukenhaushalte entwickelten, indem Freigeborenen die einflussreichen Positionen der militärischen Elite verwehrt wurde. Auch die Kazdughliyya wurde nach dem Tod von Ibrahim Kahya im Jahr 1754 in der Führungsebene vollständig von kaukasischen, insbesondere von georgischen Mamluken aus seinem Haushalt übernommen.

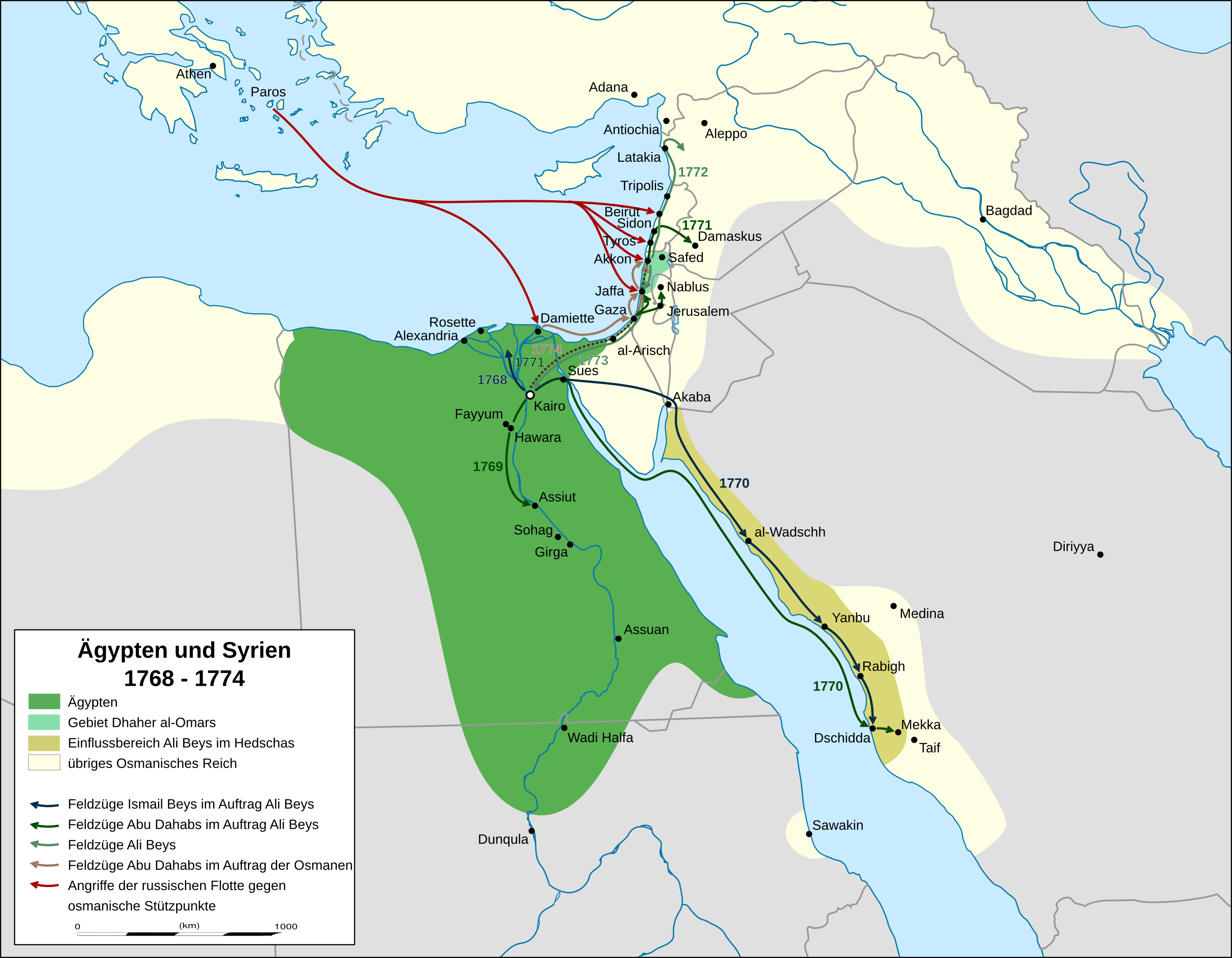
Ägypten und Syrien während der Feldzüge Ali Beys und Abu Dahabs

Als Nachfolger Ibrahim Beys konnte sich 1768 Ali Bey zur Revolte erheben und als selbsternannter Sultan Ägyptens sogar in Syrien einfallen. Er wurde von seinem eigenen Schwiegersohn Muhammad Bey Abu Dahab geschlagen, doch nach dessen Tod stritten verschiedene Mamluken-Fraktionen um die Macht. Schließlich gelang es den miteinander verbündeten Mamluken-Emiren Murad Bey und Ibrahim Bey, 1791 die mit den Osmanen verbündete Mamluken-Fraktion um Ismail Bey endgültig von der Macht zu verdrängen und erneut ein Duumvirat zu errichten.

#### Das Ende der Herrschaft der Mamlukenhaushalte

##### Ägypten unter französischer Besetzung
Die Ägyptische Expedition beendete die Herrschaft der Mamlukenhaushalte: Ende Juni 1798 landete Napoleon mit einer Armee von 33.000 Mann bei Alexandria und schlug die an militärischer Effektivität deutlich unterlegenen Mamluken in den Schlachten bei Shubrakit, bei Imbaba und bei Salihiyya vernichtend. Daraufhin zog sich der größte Teil der Mamluken angeführt von Murād Bey nach Oberägypten zurück. Ein kleiner Teil, angeführt von Ibrahim Bey, flüchtete nach Palästina zum osmanischen Gouverneur Ahmed Pascha al-Jazzar. Napoleon ließ die Steuerpacht-Gebiete und den Besitz der Mamluken konfiszieren und nahm die Verfolgung der beiden Mamlukenführer auf. General Desaix marschierte Anfang 1799 in Oberägypten ein. Murād Bey gelang es, den französischen Truppen ständig auszuweichen, wodurch er verhinderte, dass diese für die Nahrungsversorgung Unterägyptens wichtige Provinz komplett unter französischer Kontrolle geriet. Napoleon übernahm die Verfolgung von Ibrahim Bey, brach diese nach dem Scheitern der Belagerung von Akkon im März 1799 aber ab. Im August 1799 verließ Napoleon Ägypten und übertrug den Oberbefehl an General Kléber, der mit Murād Bey ein Friedensabkommen erreichen konnte und ihm die Kontrolle über Oberägypten (unter französischer Oberherrschaft) gewährte. Anfang Juni 1801 landeten britische Truppen bei Qusair im Rahmen des britisch-osmanischen Feldzugs gegen die französische Besetzung Ägyptens. Die Mamluken in Oberägypten (ihr Anführer Murād Bey war zuvor gestorben) beendeten darauf ihre Kooperation mit den Franzosen. Ende August 1801 kapitulierten in Alexandria die letzten französischen Truppen. Ibrahim Bey kehrte mit Yusuf Paschas osmanischer Armee aus Syrien nach Kairo zurück.

##### Im Machtkampf gegen Muhammad Ali

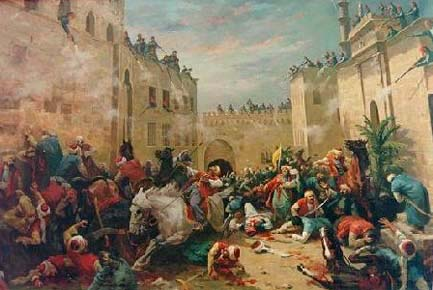
Ermordung der Mamluken in Kairo 1811

Die Evakuierung der französischen Truppen hinterließ in Unterägypten ein Machtvakuum. Die Mamluken gingen erheblich geschwächt aus den Auseinandersetzungen hervor: Die verlustreichen Schlachten im Jahr 1798 und der Ausbruch von Pestepidemien dezimierten sie schätzungsweise von 11.000 vor auf 1.200 nach der französischen Besetzung. Die osmanische Regierung beabsichtigte mit ihrem Einmarsch in Ägypten nicht nur die Franzosen zu vertreiben, sondern auch die Mamlukenhaushalte zu beseitigen und Ägypten wieder unter ihre unmittelbare Verwaltung zu stellen. 1802 verhängte die Hohe Pforte über Ägypten ein Sklavenembargo, was die Mamluken von ihrem gewohnten Rekrutierungspool abschnitt. Zudem spalteten sich die Mamluken in zwei rivalisierende Fraktionen: Ibrahim Bey übertrug die Führung an Uthmān Bey al-Bardīsī, der eine Zusammenarbeit mit den Osmanen favorisierte. Nachfolger von Murad Bey wurde Muḥammad Bey al-Alfī (bekannt als Alfī Bey), der von den Briten, die eine Mamlukenherrschaft in Ägypten bevorzugten, unterstützt wurde.
Die britische Präsenz in Ägypten verhinderte ein offenes Vorgehen der Osmanen gegen die Mamluken. Als am 22. Oktober 1801 einige Mamluken-Emire von Hüseyin Pascha, dem Oberbefehlshaber der osmanischen Flotte, gefangen genommen wurden, wurden diese auf Intervention der Briten wieder freigelassen. Allerdings akzeptierte Großbritannien in dem im März 1802 unterzeichneten Frieden von Amiens die Souveränität des Osmanischen Reichs über Ägypten und zog seine Besatzungsarmee ein Jahr später ab. Alfī begleitete diese, um britische Unterstützung für seine Absicht, Ägypten unter seine Kontrolle zu bringen, zu werben. Die osmanischen Truppen erwiesen sich als zu undiszipliniert, um wirkungsvoll gegen die Mamluken vorgehen zu können. Am 29. April 1803 meuterte in Kairo das albanische Kontingent gegen den osmanischen Gouverneur Ägyptens, Hüsrev Pascha, wegen ausbleibender Soldzahlungen und vertrieben ihn. Dessen Kommandeur, Tahir Pascha, wurde einen Monat später durch Janitscharen ermordet, da er ebenfalls nicht imstande war, deren Sold zu zahlen. Sein Stellvertreter Muhammad Ali übernahm das Kommando, verbündete sich mit Bardīsī und übte zusammen mit ihm in Kairo die oberste Gewalt aus. Am 27. Februar 1804 brach in Kairo unter den Truppen erneut eine Revolte wegen ausbleibender Soldzahlungen aus, infolge derer Bardīsī sich gezwungen sah, hohe Steuern von der Bevölkerung einzutreiben, was am 7. März 1804 zu einer Revolte der Stadtelite führte. Muhammad Ali schlug sich auf deren Seite und vertrieb Bardīsī und die Mamluken aus Kairo. Im Juni 1805 wurde Muhammad Ali Pascha von der osmanischen Regierung als Gouverneur Ägyptens bestätigt, nachdem die Stadtelite Kairos ihn zuvor dazu ausgerufen hatte. Versuche Bardīsīs, Kairo wieder einzunehmen, schlugen fehl, sodass er sich nach Oberägypten zurückzog. Daraufhin richtete sich Muhammad Ali gegen Alfī, der sich nach seiner Rückkehr aus England im Gebiet um Fayyum festsetzte. Die osmanische Regierung entsandte den Kapudan Pascha mit seiner Flotte mit dem Ziel, Muhammad Ali als Gouverneur abzusetzen und die Privilegien und Funktionen der Mamluken – der osmanische Sultan hatte eine Generalamnestie erlassen – wiederherzustellen. Unterstützt durch die Kairoer Stadtelite, die den Verlust der Steuerpacht-Gebiete fürchtete, die sie von den Mamluken übernommen hatten, gelang es Muhammad Ali, den Kapudan Pascha zu bestechen und von der osmanischen Regierung erneut eine offizielle Bestätigung in seinem Amt zu erhalten. Durch den Tod von Bardīsī (12. November 1806) und Alfī (29. Januar 1807) wurde die Führung der Mamluken weiter geschwächt. Nachfolger von Alfī wurde Shahin Bey al-Alfī. Während der Alexandria-Expedition von 1807 lehnte Shahin Bey ein Bündnis mit den britischen Truppen ab. 1810 war Shahin Beys Fraktion durch Muhammad Ali besiegt. Einige Mamluken flohen nach Oberägypten, während andere, darunter Shahin Bey selbst, kapitulierten und in Muhammad Alis Dienste traten. Da dieser den übergelaufenen Mamluken nicht traute, zwang er sie, in Kairo zu residieren, und entledigte sich ihrer am 1. März 1811 in der Zitadelle von Kairo während des Parademarsches anlässlich der Investitur seines Sohnes Tusun Pascha zum Befehlshaber der Expedition gegen die Wahhabiten. Bei diesem Massaker wurden ca. 450 Mamluken getötet, darunter 24 Beys inklusive Shahin Bey. Einer Legende nach solle es einen Überlebenden namens Amin Bey al-Arnauti gegeben haben.

##### Das endgültige Ende im Sudan
Im Sommer 1812 sandte Muhammad Ali seinen Sohn Ibrahim Pascha nach Oberägypten aus, um das Gebiet von den Mamluken zu erobern. Dabei verfolgte er die Mamluken bis nach Nubien, die darauf in das Gebiet Dar Dunqula (Nord-Sudan) flüchteten. Dort vertrieben sie die Shaigiya-Araber und errichteten eine Siedlung, aus der (Neu-)Dunqula entstand. Ibrahim Bey, der die Führung der Mamluken übernommen hatte, starb dort 1816. 1820 schickte Muhammad Ali seinen Sohn Ismail Pascha aus, um den Sudan zu erobern. Die verbliebenen ca. 300 Mamluken flohen vor den ägyptischen Truppen nach Shendi, wurden dort aber vom Herrscher abgewiesen und lagerten außerhalb des Dorfes. Als Ismail Paschas Truppen Shendi erreichten, setzten einige Mamluken ihre Flucht nach Arabien oder über Kordofan nach Darfur, Wadai oder in die Regentschaft Tripolis fort. Andere kapitulierten und wurden daraufhin nach Kairo geschickt und von Muhammad Ali amnestiert. Viele von ihnen wurden Offiziere in der Anfang der 1820er von Muhammad Ali gegründeten neu formierten ägyptischen Armee, der Nizam al-Jadid. Nachkommen dieser Mamluken waren der Poet, Politiker und Offizier Mahmud Sami al-Barudi Pascha und der Offizier und Finanzminister Mahmud Nami Bey.

#### Das Ende der Mamluken-Importe
Nach Aufhebung des Sklavenhandelsembargo des Osmanischen Reiches über Ägypten wurde der Import von Mamluken fortgesetzt. Diese kamen aus Georgien, Tscherkessien und während der Griechischen Revolution aufgrund der ägyptischen Beteiligung aus Griechenland. Zu den Käufern gehörten Mitglieder der Elite Ägyptens, wo sie allerdings nicht zu militärischen Zwecken ausgebildet wurden. Hauptabnehmer war der Herrscherhaushalt Muhammad Alis und seiner Nachfolger Ibrahim und Abbas. Dort wurden sie zu loyalen Gefolgsleuten ausgebildet und im Erwachsenenalter als Bedienstete am Hof, aber zum größten Teil als höhere Offiziere beschäftigt, wodurch ihnen somit der Zugang zur herrschenden Elite Ägyptens (trk. zevat, arab. dawat) ermöglicht wurde. Vereinzelt übernahmen sie hohe Posten in der Verwaltung (wie beispielsweise Aḥmad Pasha Abū Widān und Muhammad Ratib Pascha). Weitere nennenswerte Mamluken aus der ersten Hälfte des 19. Jahrhunderts waren Latif Agha, der 1813 ermutigt durch die osmanische Regierung versuchte während seiner Abwesenheit Muhammad Ali zu stürzen, und Muhammad Agha (bekannt als Türkçe Bilmez), der 1832 eine Revolte ägyptischer Soldaten in Arabien anführte.
Durch die russische Expansion in den Kaukasus wurde der Zugriff auf weiße Sklaven stetig schwieriger, so dass der Import von Mamluken ab Mitte des 19. Jahrhunderts stark abnahm und sich vornehmlich auf den Import weiblicher weißer Sklaven für den Harem konzentrierte. Die auf Abbas folgenden Herrscher Ägyptens verzichteten auf Mamluken zur Rekrutierung ihrer Entourage. Der zu diesem Zeitpunkt bereits unbedeutende Handel und Besitz von weißen Sklaven wurden durch die Anglo-Ägyptische Konvention im Jahr 1895 verboten. Die Nachkommen der Mamluken gingen in der ägyptischen Bevölkerung auf.

### Mamluken in Indien

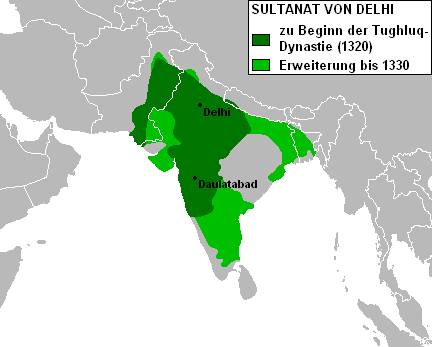
Das Sultanat von Delhi unter der Tughluq-Dynastie

Die Ghaznawiden waren eine Mamluken-Dynastie in Chorasan, Transoxanien und dem Fünfstromland. Die Dynastie wurde durch den samanidischen Militärsklaven Alp-Tigin begründet, der 962 gegen die Samaniden rebellierte, Ghazna einnahm und zu seiner Hauptstadt machte.
Auch die von türkischen Militärsklaven der Ghuriden (Nachfolger der Ghaznawiden) gegründete Dynastie, die 1206 über Nordindien das Sultanat von Delhi errichtete (bis 1526), wird als Mamluken- oder Sklaven-Dynastie bezeichnet.
Siehe auch: Liste der Sultane von Delhi

### Mamluken in Frankreich

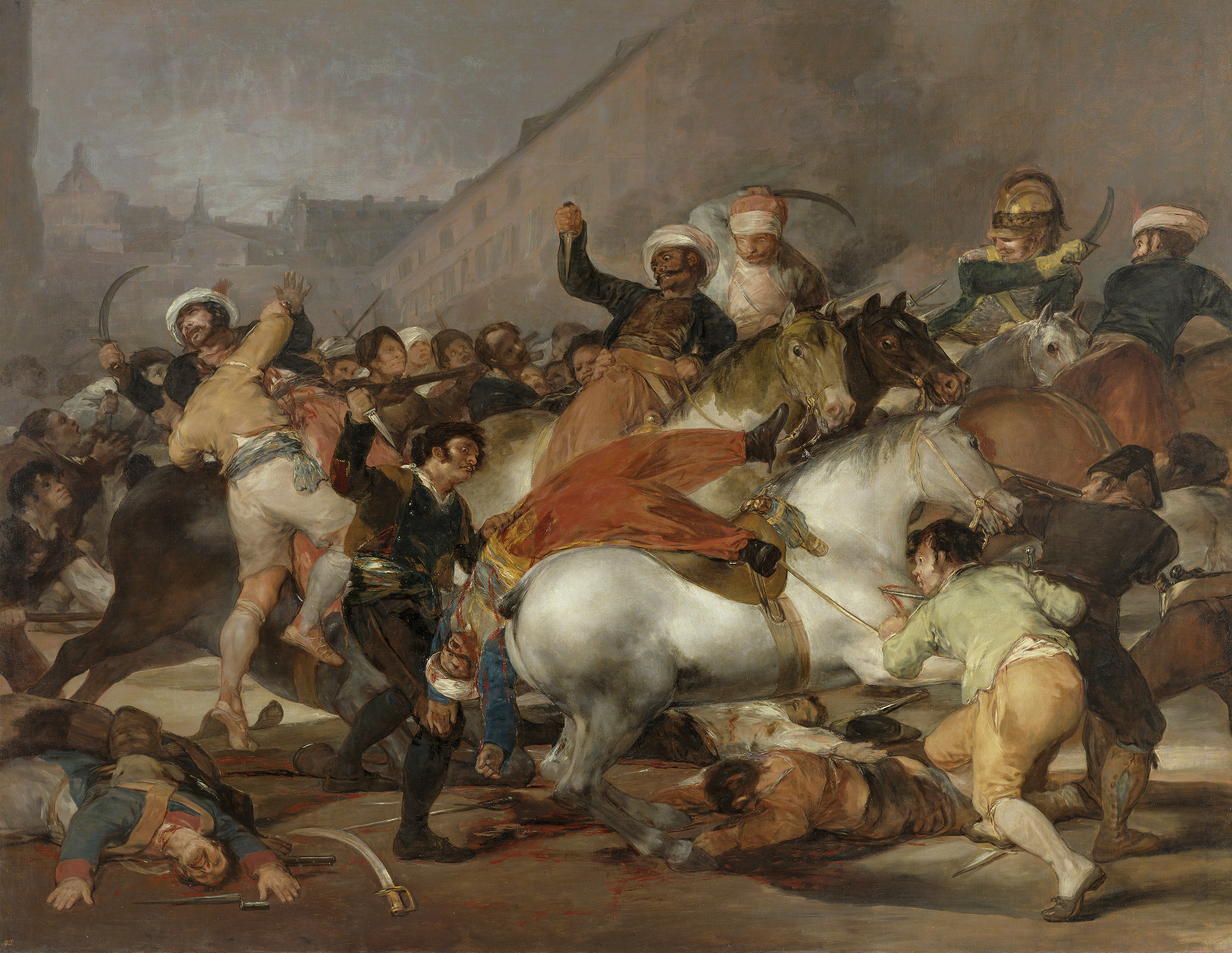
Von Franzosen übernommene Mamluken kämpften 1808 in Madrid gegen Aufständische (Goya)

Das napoleonische Frankreich unterhielt eigene Mamluken. In seinen Kriegserinnerungen berichtet Colonel Descaves von ihrem Einsatz unter Napoleon auf dessen Ägyptenfeldzug. In seinen Anweisungen an General Jean-Baptiste Kléber erwähnt Napoleon den Erwerb von Mamluken aus syrischer Hand. Er selbst wurde 15 Jahre lang von einem mamlukischen Leibwächter begleitet, Roustam Raza.
Am 14. September 1799 stellte Kléber eine berittene Kompanie aus gefangengenommenen türkischen Mamluken und Janitscharen auf. Diese wurde im Juli 1800 nach Klébers Ermordung auf Befehl des neuen Oberbefehlshabers der Expedition, General Jacques-François Menou, in drei Einheiten à 100 Mann geteilt. Die neuen Kompanien erhielten die Bezeichnung „Mamluken der Republik“. 1801 übernahm General Jean Rapp das Kommando über eine nun nach Frankreich verschiffte Schwadron Mamluken in ihrer Garnison in Marseille; im folgenden Jahr wurde die Stärke dieser Truppe von 250 auf 150 reduziert. Aus einer Effektenliste vom April 1802 geht schließlich eine Stärke von drei Offiziers- und 155 Mannschaftsdiensträngen hervor. Nach Erlass vom 25. Dezember 1803 wurde diese Reiterkompanie den Jägern zu Pferd der Kaiserlichen Garde angeschlossen.
Nach ihrer Bewährung in der Schlacht von Austerlitz 1805 wurde den Mamluken eine eigene Standarte und ein Trompeter zugestanden. Im April 1806 dienten 160 Mamluken, davon 13 Offiziere. Die Mamluken nahmen an Einsätzen wie der Niederschlagung des Aufstands von Madrid am 2. Mai 1808 und auch noch dem Belgienfeldzug 1815 teil, zuletzt als eine Schwadron aus zwei Kompanien, „alter“ und „junger“ Garde. Mit der Restauration wurden diese Einheiten in das Königliche Jägerkorps bzw. die 7. Jäger zu Pferde eingegliedert.

### Mamluken im Irak
Zu Beginn des 18. Jahrhunderts erhielt der georgischstämmige Pascha von Bagdad, Hasan (1704–1723), von Sultan Ahmed III. die Erlaubnis, eine eigene Streitmacht aus Mamluken aufzubauen. Hintergrund war die Instabilität der wirtschaftlich rückständigen Region, die wiederholt von militärischen Auseinandersetzungen mit lokalen Stämmen und den Safawiden im angrenzenden Persien heimgesucht wurde, wodurch auch der Strom von Steuergeldern an die osmanische Zentralgewalt gestört wurde. Unter Hasan und seinem Sohn und Nachfolger Ahmed (1723–1747) konnte mit Hilfe der Mamluken die Provinz befriedet werden. Gleichzeitig nahmen diese immer öfter wichtige Positionen in Militär und Verwaltung ein.
Nach Ahmeds Tod scheiterte die Einsetzung eines Paschas von Gnaden des Sultans am Widerstand der selbstbewussten "georgischen Garde", die nunmehr etwa 2.000 Köpfe zählte. Ahmeds Schwiegersohn Suleyman Abu Layla vertrieb den Statthalter des Sultans aus Bagdad und wurde der erste Mamluken-Pascha. Seine Herrschaft wurde schließlich auch von der osmanischen Regierung anerkannt. 84 Jahre lang hielten sich die Mamluken als militärisch und wirtschaftlich stabilisierende Lokalherrschaft im Irak. Zwar stand die Herrschaft der mamlukischen Paschas in Spannung zur Zentralgewalt, gegen die größere Autonomie begehrt wurde und die mehrmals gegen Bagdader Paschas intervenierte, jedoch ohne freilich die Herrschaft der Mamluken zu beenden, obwohl diese nie erfolgreich eine dynastische Herrscherabfolge etablieren konnten. In der Zersplitterung der Mamluken in einflussreiche, konkurrierende Gruppen bestand eine interne beständige Gefahr für die Mamlukenherrschaft.
1776 eroberte der Perser Karim Khan-e Zand Basra und setzte seinen eigenen Bruder Sadiq Chan zum Statthalter ein. In Ausnutzung dieser Krise platzierte die Hohe Pforte einen Nicht-Mamluken als Nachfolger des unglücklichen Umar (1764–1776) auf dem Bagdader Thron. Als Karim Chan 1779 starb und Sadiq Basra räumte, kehrte der in der persischen Eroberung unterlegen gebliebene Mamlukengeneral Süleyman aus dem Exil in Schiraz zurück und nahm die Statthalterschaft in Bagdad, Basra und Schahrazor an sich. Als Süleyman der Große regierte er von 1780 bis 1802. Zunächst stärkte er geschickt seine eigene Gruppe innerhalb der Mamluken, begrenzte den Einfluss der Janitscharen und stärkte den Handel mit den europäischen Mächten (1798 dauerhafte britische Vertretung in Bagdad). Gegen Ende seiner Regierungszeit musste er jedoch empfindliche militärische Niederlagen hinnehmen (1801 Eroberung Kerbelas durch die Wahhabiten), er unterlag 1802 in einem Machtkampf Ali Pascha, der zwar die Wahhabiten teilweise zurückdrängen konnte, aber schon 1807 ermordet wurde.
In dieser krisenhaften Situation unternahm der neue Sultan Mahmud II. den Versuch, die Mamluken von der Herrschaft im Irak zu vertreiben: osmanische Truppen töteten Alis Neffen und Nachfolger im Amt, Süleyman „den Kleinen“ (1807–1810), konnten jedoch die Macht in der Provinz nicht übernehmen. Aus den Kämpfen um die Nachfolge, in denen vorübergehend ein Sohn Süleymans des Großen (Said, 1813–1816) im Irak herrschte, ging schließlich Daud, ein Georgier, als Sieger hervor, der Bagdad einnahm und die Anerkennung durch die osmanische Zentralgewalt erreichte.
Daud Pascha sollte der letzte Mamluken-Herrscher sein. Die Modernisierungspolitik Süleymans des Großen fortsetzend, befand er sich weiterhin in wiederkehrenden Konflikten mit den verschiedenen Kräften der unruhigen Region, also den arabischen Stämmen, der Geistlichkeit, den Kurden und den Persern (1818 Eroberung Sulaimaniyyas). 1830 erging in Istanbul endgültig die Entscheidung, die lästige Mamlukenherrschaft im Irak zu brechen und die Provinz wieder der direkten Herrschaft des Sultans zu unterwerfen. Nachdem ein Gesandter mit der Entlassungsurkunde Dauds in Bagdad hingerichtet worden war, zog ein osmanisches Heer aus Aleppo unter Ali Rida Pascha nach Bagdad. Die Verteidiger, von Überschwemmungen und Seuchen geschwächt, ergaben sich bald. Daud wurde geschont und verbrachte seinen Lebensabend als religiöser Aufseher in Medina, wo er 1851 verstarb. Der Irak hingegen war seit der Einsetzung eines Statthalters des Sultans 1831 wieder fest in der Gewalt Istanbuls.

## Mamluken im Zitat
Bekannt geworden ist das Wort Mamelu(c)k durch Friedrich Schillers Zeile aus der Ballade Der Kampf mit dem Drachen: „Mut zeiget auch der Mameluck, / Gehorsam ist des Christen Schmuck.“

## Architektur der ägyptischen Mamluken
Die Architektur der Mamluken knüpfte an die ihrer Vorgänger, die Ayyubiden, an. Die syrischen Einflüsse herrschten in der Bautätigkeit vor. Aber auch andere Komponenten, wie irakische und anatolische Strategien, fanden Zugang. Ebenso maghrebinische und romanisch-gotische Kunstanregungen. Insgesamt gilt die mamlukische Architektur als unterkühlt.
Bedeutende Hinterlassenschaften der Bahri-Epoche werden im Moscheebau des Sultans Rukn ad-Din Baibars al-Bunduqdari gesehen, der 1266–69 in Kairo eine Moschee errichten ließ, die eine basilikale Dreiteilung des Hauptiwans formulierte. Weitere nennenswerte Bauten sind der Komplex des Sultans al-Mansur Saif ad-Din Qalawun al-Alfi aus den Jahren 1284–85, die Altinbugha-al-Maridani-Moschee aus dem Jahr 1340 und die Arghun-Ismaili-Moschee aus dem Jahr 1347. Die Besonderheiten des großen Bautenkomplexes Sultan Qalawuns liegen darin, dass zu einem Mausoleum und einer Madrasa ein Krankenhaus hinzugefügt wurde. Tendenziell wurde überall der Betsaal in den Fokus des Moscheenbaus geschoben.
Während der Herrschaft der tscherkessischen Burdschi-Dynastie wurden die Tendenzen der bahritischen Baubeispiele fortgesetzt. Der Bau von Moscheen mit (großen) Höfen wurde allerdings zunehmend zurückgedrängt zugunsten des Typs der Medresen-Moschee. 1475 entstand in Kairos sog. „Totenstadt“ die Grabmoschee des Sultans al-Aschraf Saif ad-Din Qayit-Bay mit Vier-Iwan-Anlage, die als typisches Beispiel gilt.

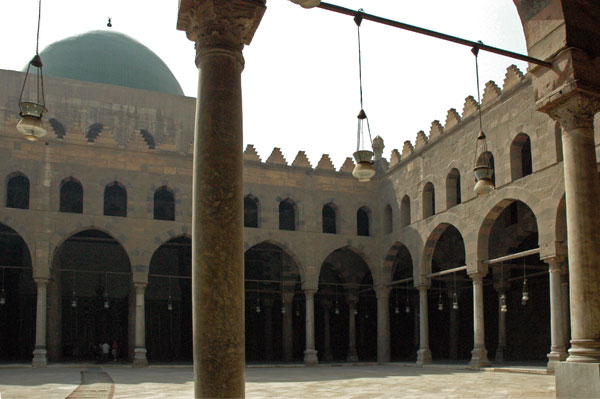
An-Nasir-Muhammad-Moschee in Kairo (Anfang 14. Jahrhundert)
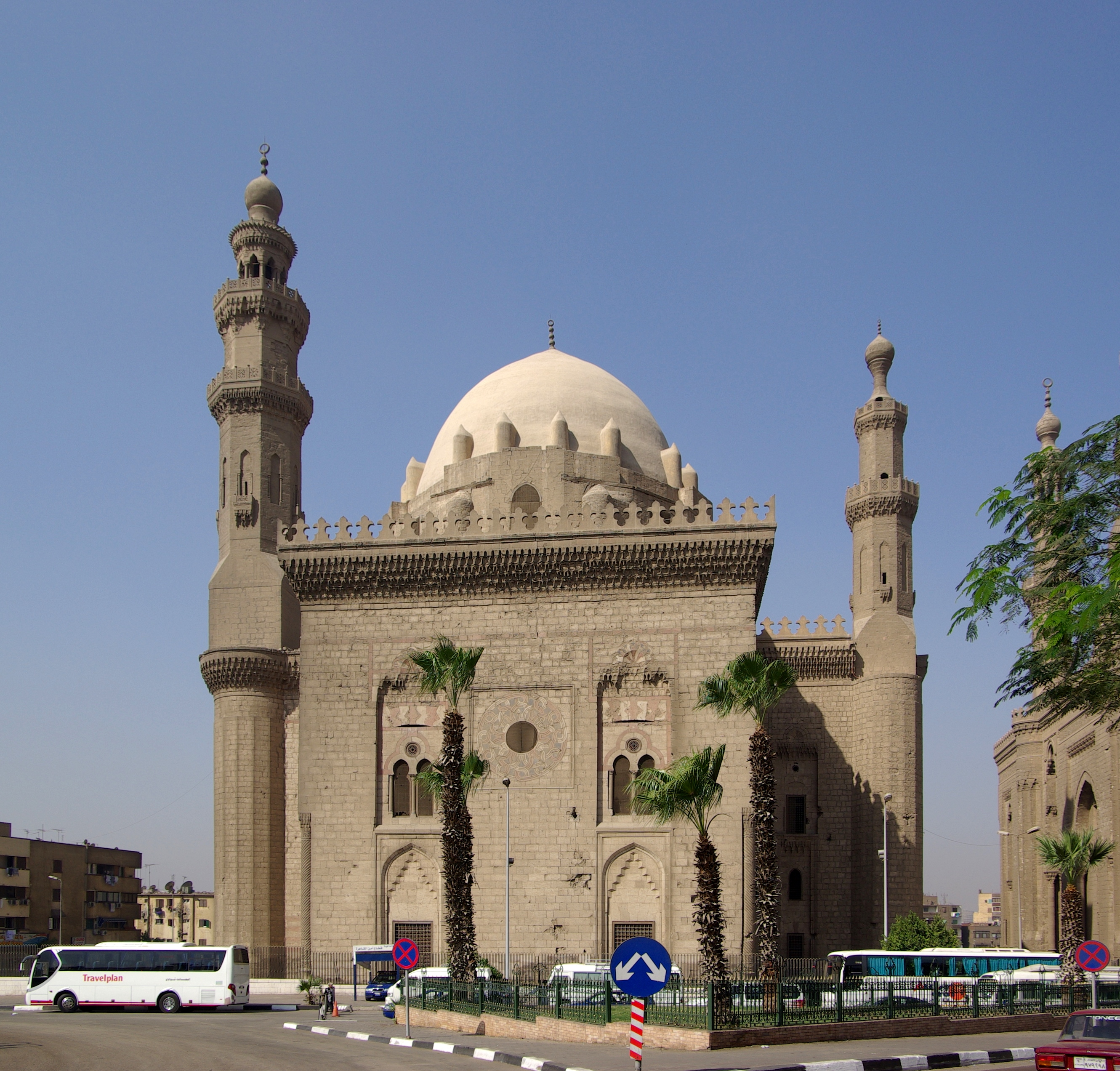
Sultan-Hasan-Moschee in Kairo (1356–63)
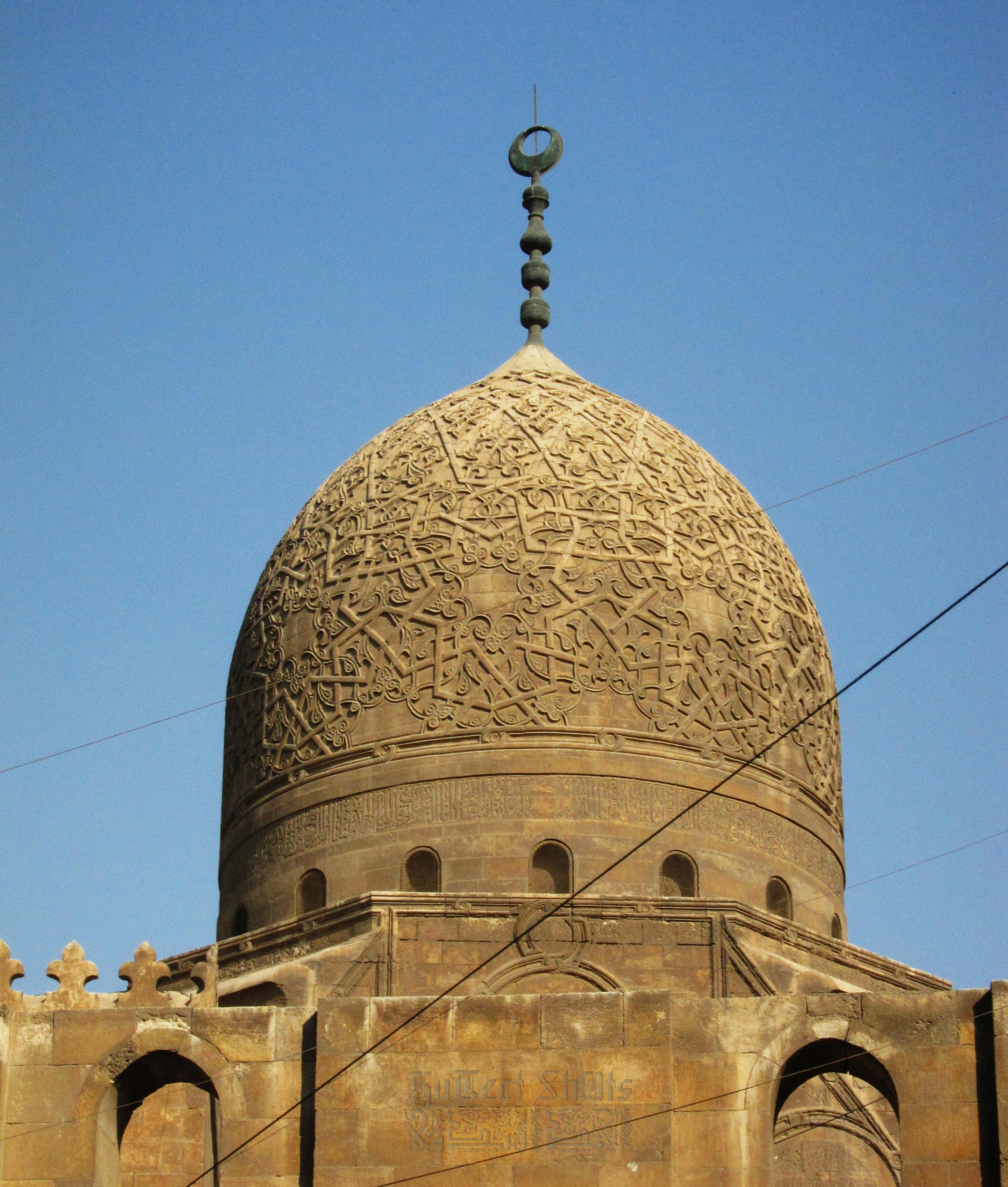
Kuppel der Grabmoschee Sultan Qaitbays in der Kairoer Stadt der Toten (1472–74)
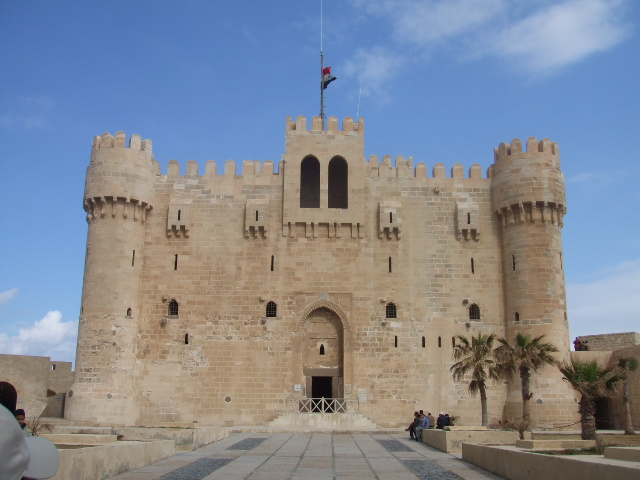
Qāitbāy-Zitadelle in Alexandria (1477–79)
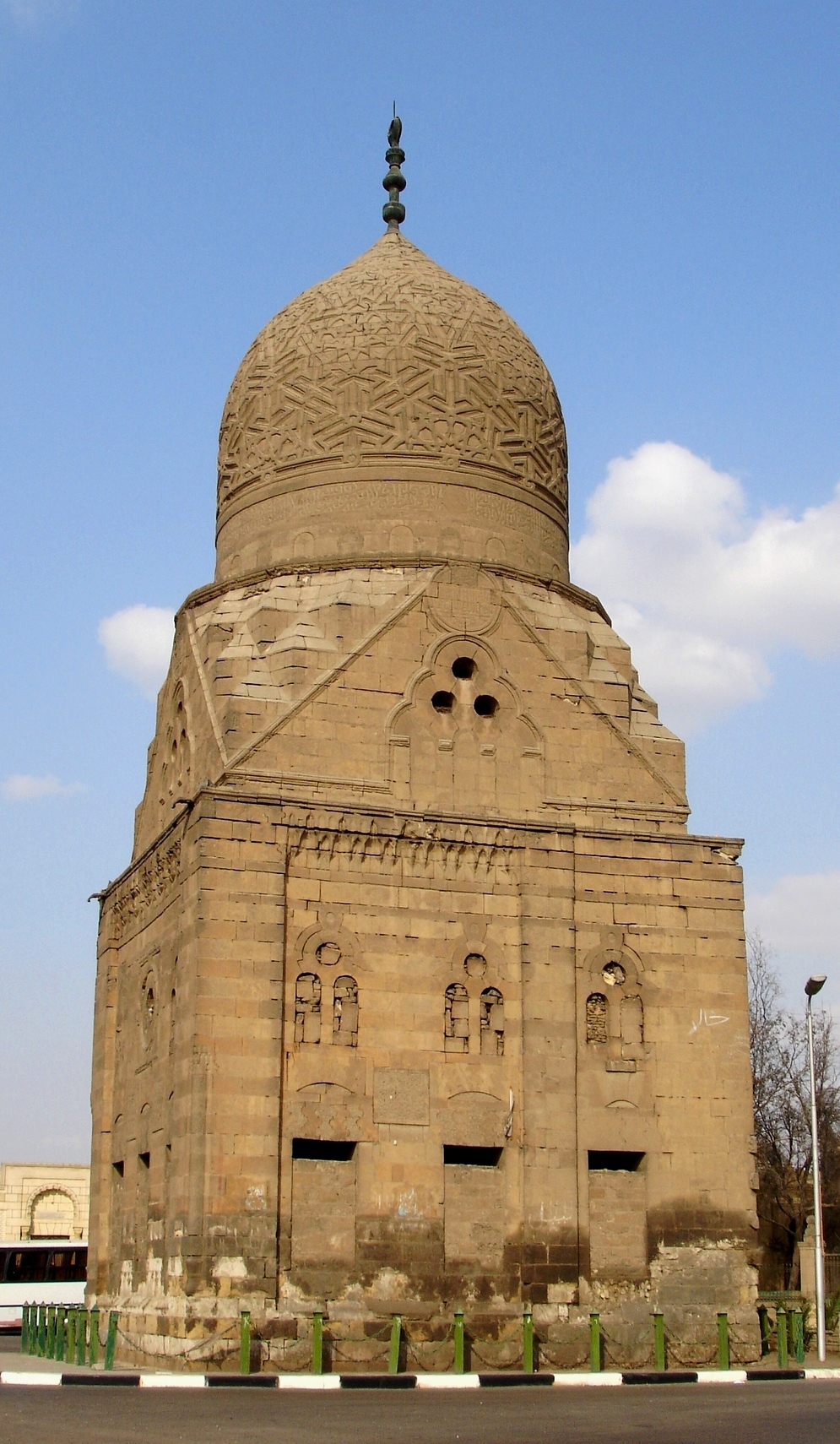
Grab des Sultans az-Zahir Qansuh in der Kairoer Stadt der Toten (1499)
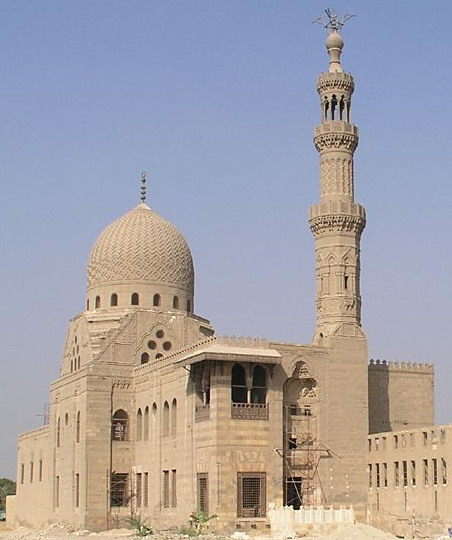
Grabkomplex des Emirs Qurqumas in der Kairoer Stadt der Toten (1506–07)

## Film
- Der Mameluck (Originaltitel: Мамлюк). Spielfilm, UdSSR 1958, Drehbuch und Regie: Davit Rondeli, 98 min; erzählt die Lebensgeschichte eines fiktiven Mameluken von der Herrschaft Ali Beys bis zur napoleonischen Invasion in Ägypten.